# Esserpolder
De Esserpolder is een voormalig waterschap in de Nederlandse provincie Groningen.
Het schap lag tussen de Hondsrug en het Winschoterdiep, rond het dorp Essen. De noordgrens lag op de Kooiweg en het verlengde hiervan tot het Winschoterdiep, dat de noordoost grens vormde. De zuidgrens was de Noorderzanddijk, terwijl de westgrens gevormd werd door de Harense Kerkweg (Kerklaan) en de Groninger Helperzoom. De polder werd als het ware in drieën gesneden door de spoorlijn Meppel - Groningen en die van Groningen - Nieuweschans. De molen stond aan de meest oostelijke punt van het schap en sloeg uit op het Winschoterdiep.
Waterstaatkundig gezien ligt het gebied sinds 2000 binnen dat van het waterschap Hunze en Aa's.
In 2019 werd treinopstelterrein De Vork aangelegd in de polder. Ernaast is archeologisch wandelpark De Vork aangelegd. Hier zijn bij archeologische opgravingen veel boerderijen uit de IJzertijd en de Romeinse tijd teruggevonden. In het park is een ijzertijdboerderij gereconstrueerd.

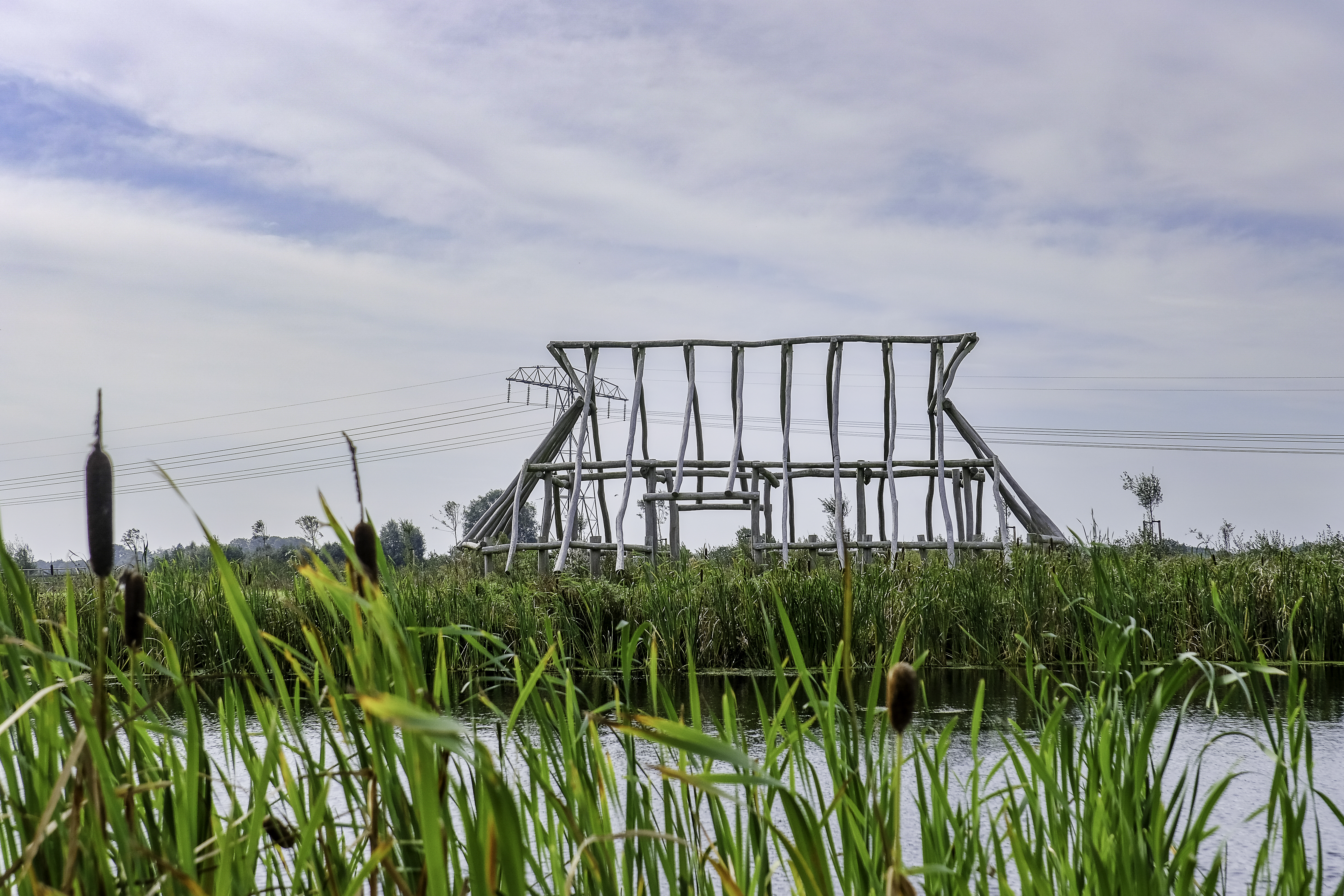
Gereconstrueerde ijzertijdboerderij